# Bunte-Salze
Bunte-Salze sind eine Gruppe organisch-chemischer ionischer Schwefelverbindungen mit der allgemeinen Formel R–S–SO3M. Dabei ist R ein Organylrest (meist Alkylrest) und M ein einwertiges Metall. Im ursprünglich von Hans Bunte (1848–1925) entdeckten Bunte-Salz war R ein Ethylrest und M stand für Natrium.

## Herstellung
Bunte-Salze lassen sich aus Halogenalkanen und Natriumthiosulfat leicht herstellen und sind Zwischenprodukte in organisch-chemischen Synthesen.
Beispielsweise entstehen bei der Umsetzung von Bunte-Salzen mit  Alkalicyanid (z. B. Natriumcyanid) organische Thiocyanate.